# ДТСААФ
Всесоюзне Ордена Червоного Прапора Добровільне товариство сприяння армії авіації та флоту, ДТСААФ (рос. Всесоюзное Ордена Красного Знамени Добровольное общество содействия армии, авиации и флоту, ДОСААФ) — масова оборонно-патріотична громадська організація СРСР.

## Історія

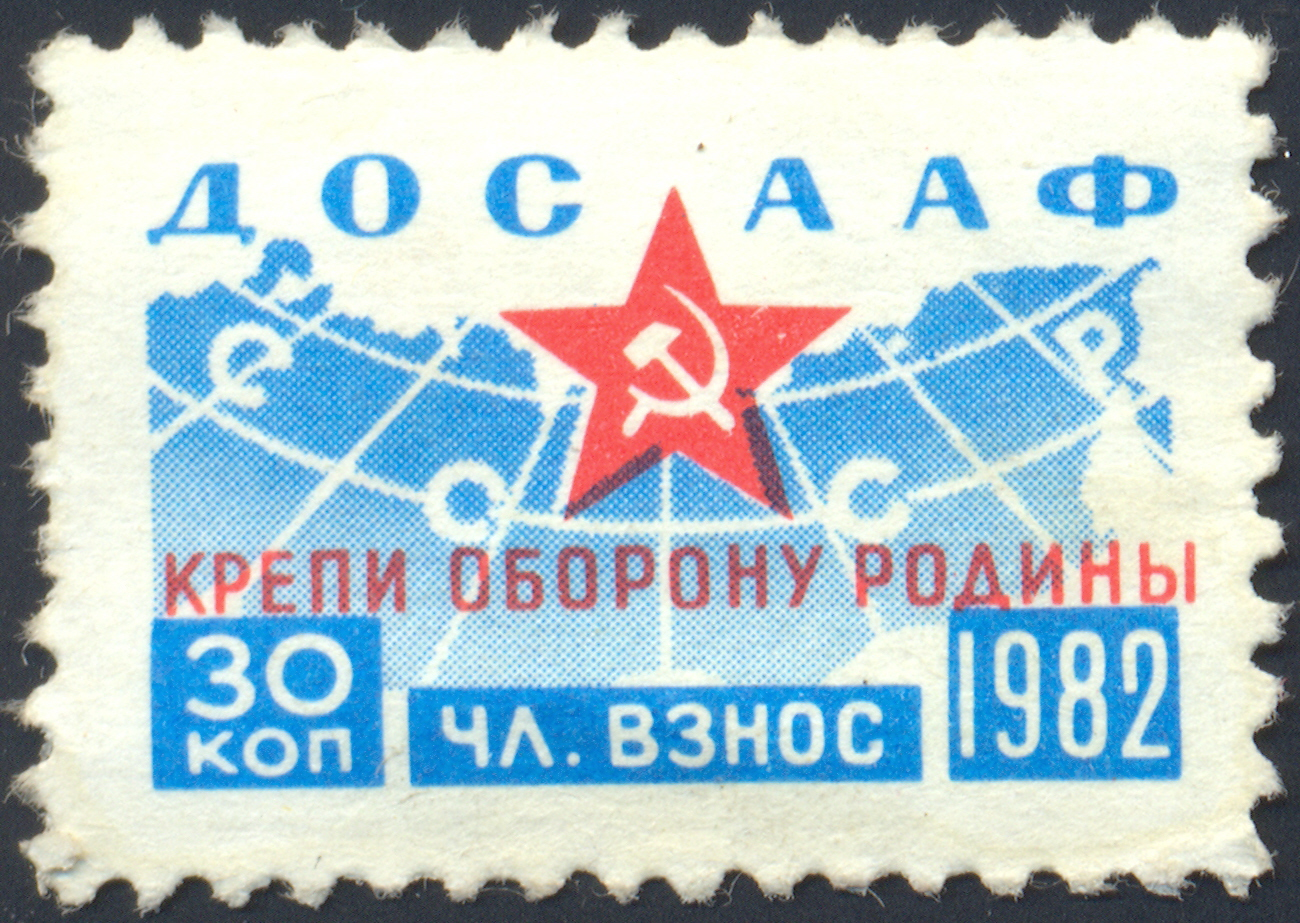
Марка членського внеску

Першою в СРСР добровільною оборонною організацією було створене в 1920 Військово-наукове товариство, незабаром перейменоване в Товариство сприяння обороні СРСР. Слідом за ним з'явилося товариство Авіахім (1925), що об'єднало Товариство друзів Повітряного флоту і Добровільне товариство друзів хімічної оборони та промисловості. У 1927 році організації об'єдналися в Товариство сприяння обороні, авіаційному і хімічному будівництву (рос. Общество содействия обороне, авиационному и химическому строительству (Осоавиахим)). 22 січня 1947 року указом Президії Верховної Ради СРСР Тсоавіахім нагороджений Орденом Червоного Прапора за успішну роботу в справі укріплення оборони Радянського Союзу і у зв'язку із 20-річчям організації. У 1948 році на його базі було утворено три самостійні організації:
- ДОСАРМ рос. Добровольное общество содействия армии.
- ДОСАВ рос. Добровольное общество содействия авиации.
- ДОСФЛОТ рос. Добровольное общество содействия флоту.

У 1951 році ці товариства були об'єднані у ДТСААФ (ДОСААФ). 21 січня 1977 року указом Президіуму Верховної Ради СРСР ДТСААФ нагороджено орденом Леніна.
Членом ДТСААФ міг стати будь-який громадянин СРСР, що досяг 14-річного віку. У ряді випадків масове прийняття в члени ДТСААФ школярів, студентів, робітників і службовців проходило у примусовому порядку, наприклад із загрозою позбавлення премії, стипендії чи інших покарань. У зв'язку із цим ДТСААФ жартома називали «добровільно-примусовим товариством». ДТСААФ видавало газети, часописи, бюлетені, книги і плакати, організовувало випуск військово-навчальних кінофільмів і діафільмів, поширювало військово-політичну, військово-технічну і спортивну літературу.

## Структура
Робота товариства базувалася на ініціативі й самодіяльності членів товариства під керівництвом партійних організацій і була пов'язана з радянськими профспілковими, комсомольськими, спортивними та іншими громадськими організаціями. Для безпосереднього керівництва роботою, були створені центральний комітет, очолений головою, республіканські, краєві (обласні), міські і районні комітети. Основою ДТСААФу були первинні організації, котрі створювались на заводах, фабриках, в колгоспах, установах, навчальних закладах, при домоуправліннях. ДТСААФ мало свій статут, прапор, і емблему.
Голови ЦК ДТСААФ:
- 1951—1953 рр. — В. І. Кузнецов
- 1953—1955 рр. — М. Ф. Гритчин
- 1955—1960 рр. — П. О. Бєлов
- 1960—1964 рр. — Д. Д. Лелюшенко
- 1964—1972 рр. — А. Л. Гетьман
- 1972—1981 рр. — О. І. Покришкін
- 1981—1988 рр. — Г. М. Єгоров

## Після розпаду СРСР
Після розпаду СРСР у 1991 році:
- На території Російської Федерації була організована Російська оборонна спортивно-технічна організація (РОСТО). Постановою уряду Російської Федерації від 28 листопада 2009 року, РОСТО перейменовано на Добровільне товариство сприяння армії, авіації і флоту (ДТСААФ, рос. ДОСААФ)[1].
- На території Республіки Білорусь 16 жовтня 1991 року на базі ДТСААФ утворене рос. Белорусское оборонное спортивно-техническое общество (БелОСТО). 20 серпня 2003 організація перетворена на республіканське державно-громадське об'єднання «Добровольное общество содействия армии, авиации и флоту Республики Беларусь».
- В Україні правонаступником ДТСААФ є організація ТСОУ — Товариство сприяння обороні України, сформоване за рішенням VII позачергового з'їзду Центрального комітету республіканської організації ДТСААФу від 26 вересня 1991 року.